# Сельское поселение Сиделькино
Сельское поселение Сиделькино — муниципальное образование в Челно-Вершинском районе Самарской области.
Административный центр — село Сиделькино.

## Население
| 2010 | 2012 | 2013 | 2014 | 2015 | 2016 | 2017 |
| ---- | ---- | ---- | ---- | ---- | ---- | ---- |
| 1050 | ↘982 | ↘953 | ↘919 | ↘866 | ↘839 | ↘811 |
| 2018 | 2019 | 2020 | 2021 |      |      |      |
| ↘790 | ↘772 | ↘754 | ↗953 |      |      |      |

## Административное устройство
В состав сельского поселения Сиделькино входят:
- село Сиделькино,
- село Старое Аделяково,
- посёлок Кереметь,
- посёлок Любовь Труда,
- посёлок Пролетарий,
- посёлок Редкая Береза,
- деревня Благодаровка.

## Палеоантропология, палеогенетика и археология
Палеоантропологические находки на горе Маяк у села Сиделькино (скелет человека, останки взрослого человека мужского пола с ребёнком) имеют возраст около 11,55 тыс. лет (калиброванная дата). В особенностях черепа из погребения Гора Маяк (Сиделькино 3) учёные видят истоки той древней формации, в которой В. В. Бунак видел древние корни уральской расы. Также на горе Маяк имеются археологические находки из слоёв эпохи мезолита и неолита (елшанская культура). У восточно-европейского охотника-собирателя (EHG) Sidelkino (EHG_ML Sidelkino) определена митохондриальная гаплогруппа U5a2.
В бассейне реки Большой Черемшан памятники типа Сиделькино — Тимяшево, в целом относящихся к кругу памятников киевской культуры и датирующихся III—V веками, не сыграли существенной роли в формировании классической именьковской культуры в Среднем Поволжье. Сиделькинское II селище р.3 погр. 2 по кости человека датируется возрастом 1720±70 лет до настоящего времени. Сиделькинское II селище р.3 погр. 1 по кости человека датируется возрастом 1750 ±45 лет до настоящего времени.